# برندان گان
برندان گان (انگلیسی: Brendan Gan؛ زادهٔ ۳ ژوئن ۱۹۸۸) بازیکن فوتبال اهل مالزی است.
از باشگاه‌هایی که در آن بازی کرده‌است می‌توان به باشگاه فوتبال سیدنی و باشگاه فوتبال صباح (مالزی) اشاره کرد.
وی همچنین در تیم ملی فوتبال مالزی بازی کرده‌است.